# 宝鸡电视台
宝鸡电视台，1984年7月成立，是中华人民共和国陕西省宝鸡市的一家的市級電視媒體。

## 旗下资产

### 电视频道
| 頻道名稱 | 语言   | 广播格式                    | 啟播時間 | 频道前身   | 備註                                                                         | 備註 |
| 综合频道 | 普通話 | SD: PAL 576i 16:9 HD: 1080i |          | 宝鸡电视台 | 宝鸡市第一个无线电视频道，以新聞、時事、專題類節目為主的综合性电视频道       |      |
| 公共频道 | 普通話 | SD: PAL 576i 16:9 HD: 1080i |          |            | 以生活服务节目和宝鸡市下辖各县级行政区之自制电视節目為主的政策性综合電視頻道 |      |